# Natalya Klimova
Nataliya Henrykhivna Klymova (Mariupol, 31 de maio de 1951) é uma ex-basquetebolista ucraniana que integrou a Seleção Soviética Feminina que conquistou a Medalha de Ouro disputada nos XXI Jogos Olímpicos de Verão realizados em 1976 na Cidade de Montreal, Canadá.